# Король Швеции

Герб Швеции

Король Швеции (швед. Sveriges konung) — глава государства в Швеции.
В данное время король выполняет только представительские и дипломатические функции (согласно Конституции 1975 года). Швеция в настоящее время является представительной демократией и конституционной монархией, как это определено в конституции страны. Король и члены королевской семьи выполняют различные официальные, неофициальные и другие представительские обязанности в Швеции и за рубежом. Карл XVI Густав стал королём 15 сентября 1973 года после смерти своего деда Густава VI Адольфа.

## Конституционные права и обязанности
1 января 1975 года вступила в силу новая Конституция государства, по которой вся исполнительная власть в королевстве была передана правительству и парламенту. Ответственность за выдвижение и увольнение премьер-министра был передан спикеру Риксдага, а премьер-министр назначает и освобождает от должности других министров по своему усмотрению. Законопроекты, принятые Риксдагом, могут стать законом без королевской санкции: премьер-министр или любой другой министр подписывает их «от имени правительства». Хотя неписаный прецедент был установлен в 1917 году, когда Густав V не имел шансов, кроме как поддержать идею парламентаризма и обещал премьер-министру Нильсу Эдену прекратить консультации с тайными советниками и не вмешиваться в политику страны; был заключён компромисс в 1971 году четырьмя основными сторонами, в предусмотренные сроки, и продолжает оказывать влияние, консенсус большинства в шведской политической дискуссии о роли монархии и её конституционных правах. Изменения, произошедшие в 1975 году, должны были показать, что управление в государстве будет более эффективным и понятным для населения, как на самом деле принимаются решения. Министр юстиции Леннарт Гейджер далее отметил в отношении правительственного законопроекта 1973 года, что любые продолжающиеся претензии на королевское участие в принятии правительственных решений будут носить «фиктивный характер» и, следовательно, «весьма неудовлетворительный».
Таким образом, монарх утратил все формальные исполнительные полномочия, став церемониальной и представительной фигурой. Монарх всё же упоминается как «глава государства» в документе «О Правительстве» 1974 года, но не является даже номинальным руководителем Швеции. Правительственный акт 1974 года предоставляет лицу, действующему в качестве короля или королевы, абсолютный иммунитет от уголовных (но не гражданских) обвинений до тех пор, пока он (она) остаётся у власти. Поэтому монарх не может быть привлечён к ответственности за свои действия, как официальные, так и частные, в ходе судебного разбирательства. Никто из других членов королевской семьи или служащих королевского двора не пользуется аналогичным иммунитетом.
По просьбе спикера Риксдага король открывает ежегодную сессию Риксдага в зале здания Риксдага. Король или королева также получает верительные грамоты иностранных послов, посланных в Швецию, и подписывает верительные грамоты послов Швеции, отправленных за границу. Монарх также председательствует в Совете Министров на сессии, которая утверждает новое правительство после всеобщих выборов или крупных перестановок в кабинете, а также председательствует в информационных советах, примерно 4 раза в год получает информацию от Правительства, помимо той, что предоставляется министрами в отдельных аудиториях или с помощью других средств. Формально премьер-министр несёт прямую ответственность за информирование монарха о делах королевства; неспособность сделать это после цунами 2004 года в Индийском океане (в результате которого погибло много шведов) вызвала широкую критику в адрес премьер-министра Йорана Перссона за его позицию в этом вопросе. Монарх также председательствует в Консультативном совете по иностранным делам — органе, который позволяет правительству информировать не только главу государства, но и спикера и представителей оппозиционных партий в Риксдаге по вопросам иностранных дел в конфиденциальном порядке.
В то время как король больше не является Главнокомандующим Вооружённых сил Швеции (им он был до 1809 года до принятия правительственного акта), король Карл XVI Густав имеет высший ранг в каждом из родов войск. Он занимает должность четырёхзвездочного адмирала в шведском флоте и генерала в шведской армии и ВВС. В составе своего двора монарх имеет штаб, который возглавляется старшим офицером (обычно генералом или адмиралом, уволенным с действительной службы) и включает в себя действующих офицеров, служащих в качестве адъютантов монарха и его семьи.

## Полномочия
Король Швеции:
- является главой государства;
- имеет право быть информированным о делах государства Премьер-министром;
- должен советоваться с Премьер-министром, прежде чем выехать за границу;
- открывает ежегодную сессию Риксдага;
- председательствует в Совете Министров на сессии, которая утверждает новое правительство после всеобщих выборов;
- принимает верительные грамоты иностранных послов;
- подписывает верительные грамоты послов Швеции, отправленных за границу.

## Культурная роль
Монарх и члены королевской семьи выполняют различные официальные, неофициальные и другие представительские обязанности в Швеции и за рубежом. Монарх и его (её) семья играют центральную роль в государственных визитах в Швецию и осуществляют государственные визиты в другие страны от имени Швеции. Другие члены королевской семьи могут также представлять страну за рубежом на менее важных должностях.
Пожалуй, самой известной во всём мире церемонией, в которой ежегодно участвует королевская семья, является церемония вручения Нобелевской премии, проходящая в Стокгольмском концертном зале (и последующий банкет в Стокгольмской ратуше), где король вручает Нобелевские премии от имени Нобелевского фонда за выдающийся вклад в развитие человечества в области физики, химии, литературы, физиологии или медицины, а также экономических наук.
Эриксгата было названием традиционного путешествия новых средневековых шведских королей через провинции для того, чтобы их вступление на престол было подтверждено местными властями. Следовательно, необходимо, чтобы выборы были подтверждены другими частями королевства. Эриксгата постепенно утратила своё значение, когда, начиная с XIV века, в выборах стали участвовать представители других частей Швеции. После 1544 года, когда была учреждена наследственная монархия, это означало, что Эриксгата имели мало практического значения. Последним королём, путешествовавшим по старой традиции, был Карл IX, правление которого началось в 1604 году. Позднее короли вплоть до наших дней посещают все шведские провинции и называют это Эриксгата, хотя эти визиты мало напоминают средневековую традицию.

## Титулы

### Правящий монарх
Полный титул шведского монарха с 1544 по 1973 год был таким:
- В Швеции: Med Guds Nåde Sveriges, Götes och Vendes Konung (Милостью Божией Король Шведов, Готов/Гетов, и Венедов)
- На латыни: Dei Gratia Suecorum, Gothorum et Vandalorum Rex

Иногда первая часть латинского названия была Svionum или Sveonum, все три слова означали «Шведов», а не «Швеции».
Титул Короля Готов восходит, по крайней мере, к королям Магнусу III, Эрику Святому и Карлу VII (и, возможно, к Инге Старшему, название используется в письме к Инге от папы). Титул Король Шведов датируется более древней эпохой. В XVI веке он был изменён на Sveriges Konung или Rex Sveciae (Король Швеции) — короткая форма титула, который стал иногда использоваться в менее формальных обстоятельствах.
До восшествия на престол первого короля дома Бернадоттов, Карла XIV Юхана, в 1818 году король Швеции имел много других титулов, относящихся к более широкой Шведской империи:
Великий князь Финляндии, герцог Скания, Эстляндии, Лифляндии, Карелии, Бремен, Верден, Штеттин, Померания, Кашубы и Wendia, принц Рюген, Господа Ингрии и Висмар, пфальцграфа Рейнского, герцога Баварии, Юлих, клеве и Берг.
Во время правления Дома Гольштейн-Готторпа в 1751—1818 годах также использовался титул наследника Норвегии (Арвинге до Норге), а также другие титулы, связанные с герцогами Гольштейн-Готторпа. Когда после Наполеоновских войн Норвегия была в личном союзе со Швецией, титул включал короля Норвегии, в более старых шведских написаниях: Sweriges, Norriges, Göthes och Wendes Konung.
Король Карл XVI Густав выбрал для своего титула просто шведский конунг (Король Швеции). Это нашло отражение в его личном девизе «För Sverige, i tiden» («За Швецию во все времена»). Королева Дании Маргрете II сделала то же самое в 1972 году, и, точно так же, Харальд V, король Норвегии не имеет никаких титулов, кроме короля Норвегии.

### Наследник
Титулом наследника является кронпринц Швеции (Sveriges Kronprins) или, если это наследница, то кронпринцесса Швеции (Sveriges Kronprinsessa). Жена наследного принца также получит соответствующий титул, но не кронпринцессы. Традиционный официальный титул, используемый до 1980 года для других династических наследников мужского пола, был наследственным принцем Швеции (Sveriges arvfurste), хотя слово prince (prins) использовалось в конституционных правовых текстах, таких, как акт о правопреемстве, а также в разговорной и неофициальной форме. Во всех случаях титулом принцессы была принцесса Швеции (Prinsessa av Sverige). С 1980 года официальным титулом всех династий является принц/принцесса Швеции (Prins/Prinsessa av Sverige).
Шведский закон о престолонаследии был изменён в 1980 году, чтобы разрешить женщинам наследование престола.

### Герцогский титул
Король Густав III возродил традицию со времён Густава I Васа и средневековья, дав наследникам мужского пола на престол герцогские титулы шведских провинций. Разница между титулами герцогов эпохи Васа и предоставляемые Густавом III в том, что они теперь не являются наследственными титулами, данными при рождении. С 1980 года они присуждаются всем королевским наследникам — как мужчинам, так и женщинам. Жёны королевских герцогов всегда носили титулы своих мужей; а мужья королевских герцогинь делают это с 2010 года.

## Символы монархии

### Королевские регалии

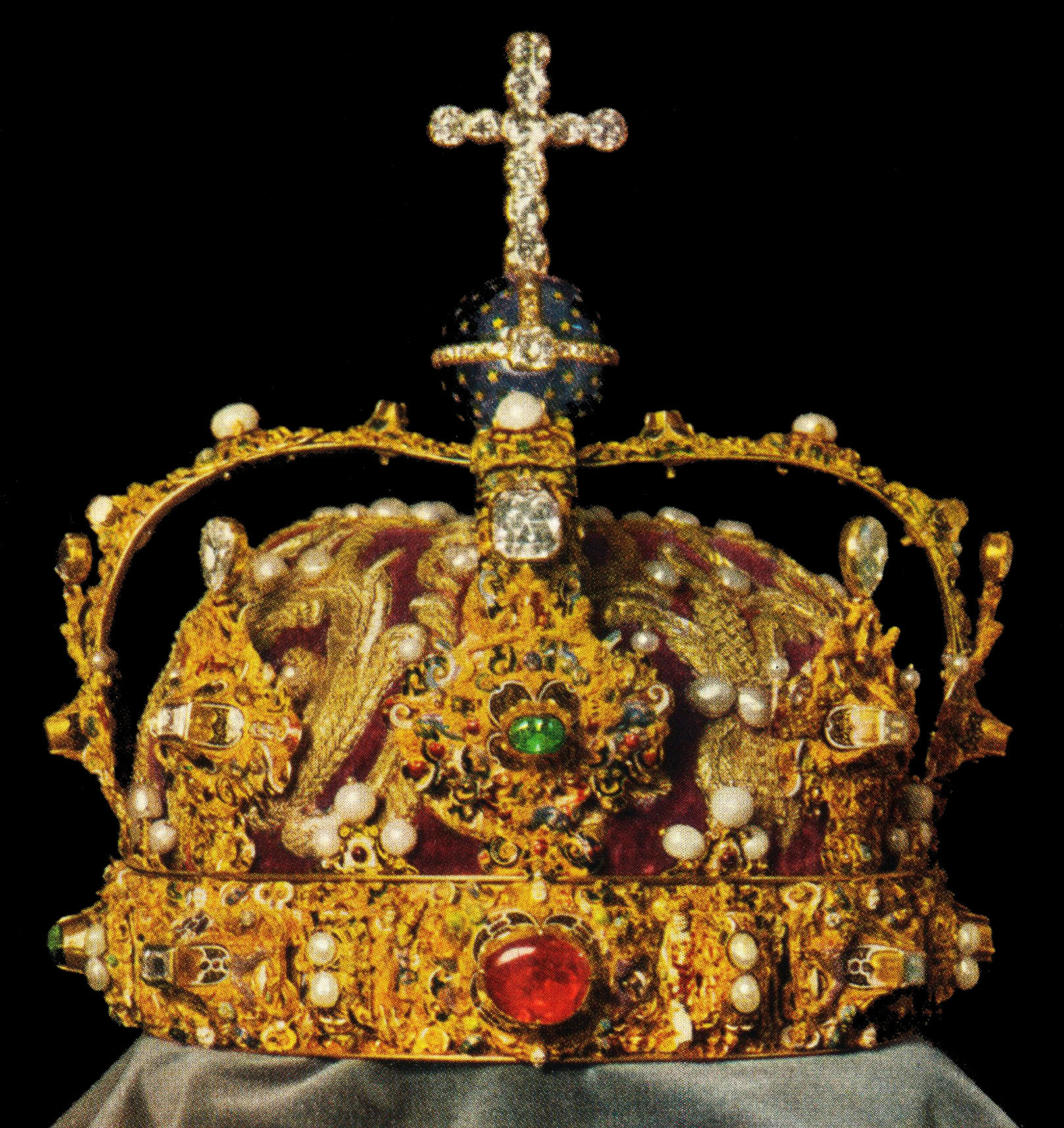
Корона Эрика XIV

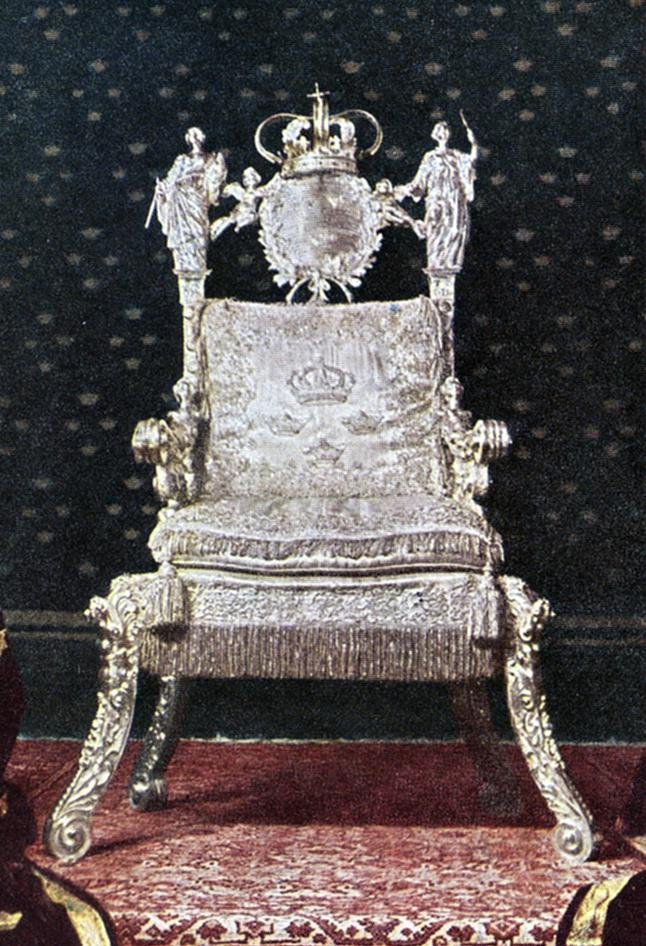
Серебряный трон, используется королями Швеции с 1650 года

Королевские регалии Швеции хранятся в хранилищах казначейской палаты, расположенной под Королевским дворцом в Стокгольме, в музее, который открыт для публики с 1970 года. Среди старейших предметов коллекции — меч Густава Васы и корона, шар, скипетр и ключ короля Эрика XIV. Регалии являются государственной собственностью, а государственный орган, которому они доверены, является агентством юридических, финансовых и административных услуг.
Последний король, который был коронован, был Оскар II. Его сын и преемник Густав V воздержался от коронации. Хотя короны и не носили шведские королевские особы с 1907 года, они, тем не менее, до сих пор демонстрируются по важным поводам, таким как свадьбы, крестины и похороны. До 1974 года корона и скипетр также демонстрировались на подушках рядом с серебряным троном на ежегодном торжественном открытии парламента.

### Королевские рыцарские ордена

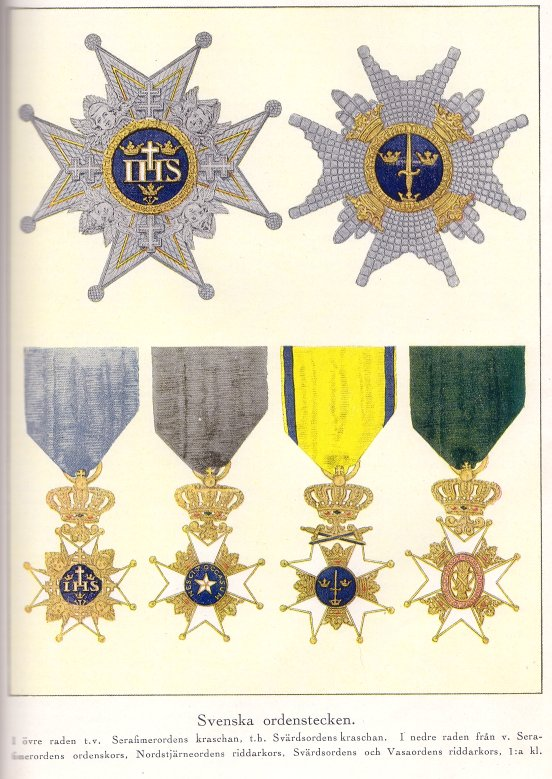
Королевские ордена Швеции

Королевские ордена имеют историческую основу начиная с 1606 года. Королевские ордена шведских рыцарей были по-настоящему кодифицированы только в XVIII веке, с их официальным основанием в 1748 году королём Фридрихом I. В 1974 году Риксдаг значительно изменил условия и критерии, по которым ордена и награды могли быть присуждены: ни один шведский гражданин за пределами страны не имеет права получать такие награды. Орден Серафимов вручается только главам иностранных государств и членам шведских и иностранных королевских семей, в то время как орден Полярной звезды может быть вручён любому не шведскому гражданину. После проведения реформ орден Меча и Орден Васа больше не присваиваются: официально они были объявлены как «законсервированные».
С 1975 года Королевская медаль является высшей наградой, которая может быть присуждена гражданам Швеции, не являющимся членами королевской семьи.

## Королевские резиденции

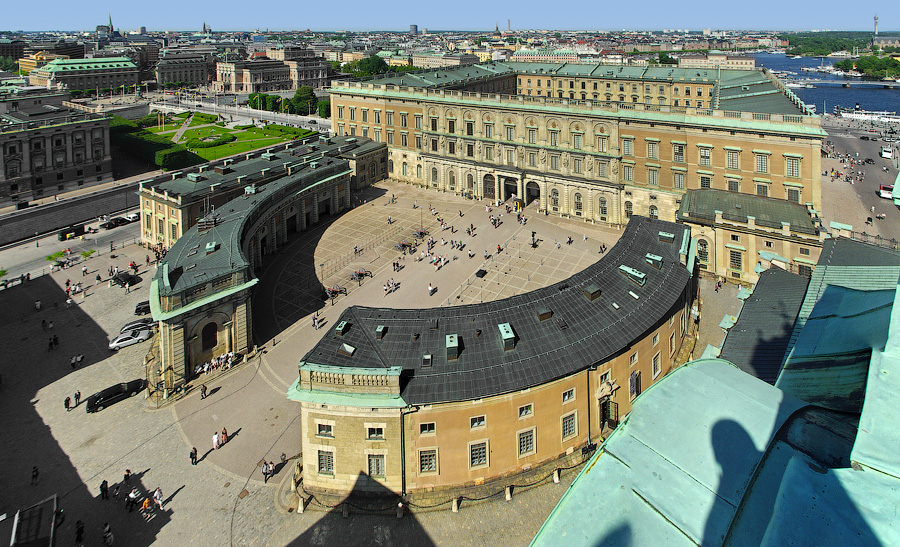
Королевский дворец в Стокгольме

Королевские дворцы (в том числе Королевский дворец в Стокгольме, Дворец Дроттнингхольм, Дворец Хага, Дворец Розендаль, Дворец Ульриксдаль, Гольф Дворец, Дворец Туллгарн и замок Грипсхольм) являются государственной собственностью, находятся в ведении Национального имущества (fastighetsverk) и находятся в распоряжении монарха с начала XIX века. Есть также резиденции, которые находятся в частном владении королевской семьи, такие как Дворец Соллиден на острове Эланд, коттедж в Сторлиене в Ямтланде и Вилла Мираж в Сент-Максиме на юге Франции (первоначально приобретена принцем Бертилем).

## Нумерация
Традиционная нумерация шведских королей восходит к XVI веку, когда историк Иоанн Магнус придумал 6 Карлов и 5 Эриков. Первый реальный исторический Карл — Карл VII Сверкерссон, первый Эрик — Эрик VI Победоносный. На карте владений шведской короны (Estats de la Couronne de Suede), выполненной французским гравером Жаком Шике (1673—1721) и опубликованной в Париже в 1719 году, представлен список шведских монархов, первым в котором стоит не Кнут I, а Эрик XIV и Карл IX, сыновья Густава I, которые получили свои номера на основании трудов Иоанна Магнуса, таким образом положив начало современной нумерации шведских монархов, представлены как Эрик IV и Карл II; при этом единственный Карл, который имеет свой традиционный порядковый номер — это Карл XII, завершающий этот список.